# Ian Lake
Ian Lake (* 9. März 1982 in Basseterre) ist ein Fußballspieler von St. Kitts und Nevis.

## Karriere

### Klub
Er begann seine Karriere ab der Saison 1998/99 beim Newtown United FC, wo er bis zum Ende der Saison 2003/04 aktiv war. Danach wechselte er für den Rest des Jahres nach Malaysia zu Sabah FA. Die erste Jahreshälfte 2005 wiederum verbrachte er auf Trinidad und Tobago beim Tobago United FC. Die Saison 2005/06 spielte er wieder bei Newtown United. Juli bis Ende 2006 war er erneut im Ausland, leihweise bei Positive Vibes Victory auf den Amerikanischen Jungferninseln aktiv.  Seitdem ist er wieder ununterbrochen für Newtown im Einsatz.

### Nationalmannschaft
Er hatte seinen ersten Einsatz für die Nationalmannschaft von St. Kitts und Nevis am 13. November 2002, bei einem 2:1-Sieg über die Auswahl von St. Lucia. Hier wurde er in der 88. Minute für Vernon Sargeant eingewechselt. Danach kam er immer wieder zum Einsatz. Bei einem 0:0 gegen Kanada am 12. November 2011 innerhalb der Qualifikation für die Weltmeisterschaft 2014 trug er zeitweise die Kapitänsbinde. Sein letztes Spiel war am 14. Oktober 2012 eine 0:3-Niederlage gegen Französisch-Guayana während der Qualifikation für die Karibikmeisterschaft.